# Agustí Villaronga
Agustí Villaronga (ur. 4 marca 1953 w Palma de Mallorca, zm. 22 stycznia 2023 w Barcelonie) – hiszpański reżyser i scenarzysta filmowy, telewizyjny i dokumentalny, aktor. Wyreżyserował siedem filmów fabularnych, dokument, trzy projekty telewizyjne i trzy krótkometrażowe. Jego film Księżycowe dziecko (1989) brał udział w konkursie głównym na 42. MFF w Cannes.
W 2011 roku zdobył Nagrodę Goya dla najlepszego reżysera za Czarny chleb. Film w języku katalońskim został wybrany jako hiszpański kandydat do nagrody dla najlepszego filmu nieanglojęzycznego podczas 84. ceremonii rozdania Oscarów, ale nie znalazł się na ostatecznej krótkiej liście.

## Życiorys
Agustí Villaronga urodził się 4 marca 1953 roku w Palma de Mallorca. Jego dziadkowie byli wędrownymi lalkarzami, a ojciec - dzieckiem hiszpańskiej wojny domowej, co wielokrotnie pojawiało się w filmografii reżysera. Już w dzieciństwie ojciec zaszczepił w nim miłość do filmów, a Agustí od najmłodszych lat chciał zostać reżyserem filmowym. Początkowo pracował jako aktor i nakręcił kilka filmów krótkometrażowych.
Pełnometrażowym debiutem reżyserskim Villarongi był W szklanej klatce (1986), który otrzymał wiele nagród i pochwał krytyki. Film opowiadał o sparaliżowanym byłym nazistowskim lekarzu, którym zaczyna zajmować się młody mężczyzna, będący jednym z dzieci, które tamten wykorzystał podczas wojny. W szklanej klatce ukazywał już tematy typowe dla późniejszej twórczości Villarongi: niespokojne dzieciństwo naznaczone przemocą i wczesne odkrycie seksualności.
Jego drugi film, Księżycowe dziecko (1989), opowiadał historię tytułowego dziecka, które jedzie do Afryki, aby dołączyć do plemienia oczekującego na przybycie białego dziecka Boga. W 1992 roku nakręcił film dokumentalny Al Andaluz, wyprodukowany przez Segetel i MoMa w Nowym Jorku. Przez kilka lat Villaronga bezskutecznie próbował znaleźć środki na adaptację powieści Mercè Rodoredy Muerte en Primavera. Zamiast tego musiał zadowolić się kilkomi projektami telewizyjnymi. Jednym z nich był El pasajero clandestino, ale brakowało mu jednak osobistych cech stylu Villarongi.
Następnie wyreżyserował horror 99,9 (1997), który zdobył nagrodę za najlepsze zdjęcia na Festiwalu Filmowym w Sitges. W 2000 roku Villaronga powrócił z własnym projektem El mar, opowieścią osadzoną na Majorce. Była to historia trzech byłych przyjaciół z dzieciństwa, straumatyzowanych przez przemoc, której doświadczyli podczas hiszpańskiej wojny domowej. Po dziesięciu latach spotykają się oni jako młodzi dorośli w sanatorium dla chorych na gruźlicę. W filmie tym obecne były kluczowe tropy dla twórczości reżysera: dzieciństwo, seksualne przebudzenie, homoseksualizm i przemoc.
W 2002 roku Villaronga wspólnie z Lydią Zimmermann i Isaakiem Pierrem Racine’em wyreżyserował film Aro Tolbukhin: In the Mind of a Killer. W 2005 roku nakręcił teledysk do piosenki Fuck Them All francuskiej supergwiazdy Mylène Farmer. W 2007 roku zrealizował Después de la lluvia, projekt telewizyjny zrealizowany na podstawie sztuki teatralnej.
Dopiero w 2010 roku, dzięki filmowi Czarny chleb, Villaronga zyskał szerszą popularność. Obraz ten, zdobywca dziewięciu nagród Goya, w tym dla najlepszego filmu roku i najlepszego reżysera, opowiadał historię jedenastolatka, który - dorastając w trudnych czasach po hiszpańskiej wojnie domowej na katalońskiej wsi - odkrywa otaczający go świat kłamstw.

## Nagrody i wyróżnienia
Złoty Medal Zasługi dla Sztuk Pięknych otrzymał 1 grudnia 2022 roku.

## Życie prywatne i śmierć
Villaronga był zadeklarowanym gejem.
Zmarł 22 stycznia 2023 roku w Barcelonie, pozostawiając jeden projekt (Loli Tormenta, jego pierwszy film komediowy i nakręcony w 2022 roku) oczekujący na wydanie.